# 軍医 (日本)
本項では主に日本の軍医について詳述する。

## 概要
日本の軍隊における本格的な軍医制度は、明治の日本軍（陸海軍）建軍とともに始まった。

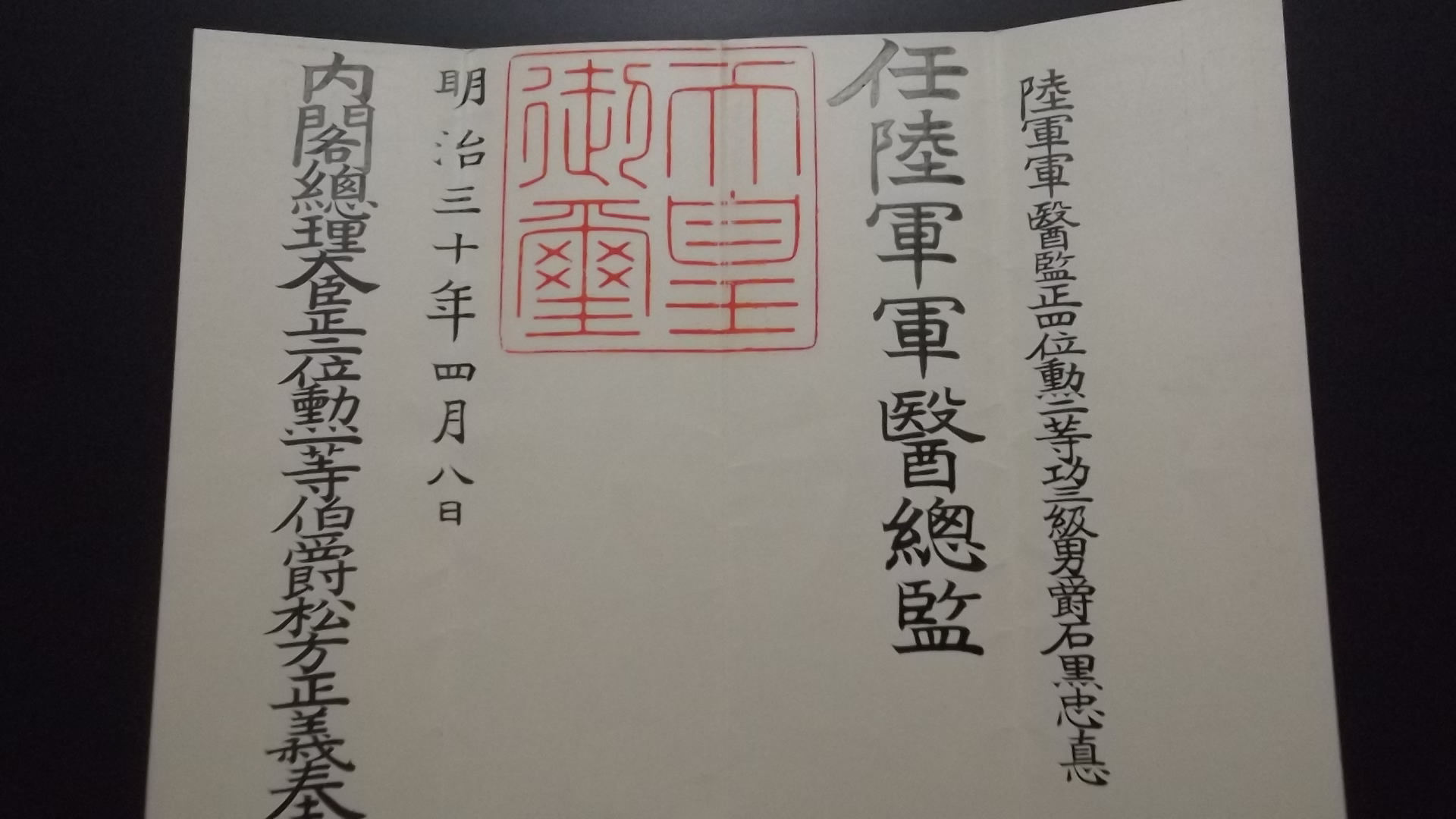
明治30年4月8日、石黒忠悳が「陸軍軍医総監」（中将相当）に任命された際の辞令書。発令者は首相松方正義

まず帝国陸軍において1871年（明治4年）3月、松本順が兵部省病院御用掛となり、ついで同年8月に軍医頭（ぐんいのかみ）に任じられた。1873年（明治6年）5月には陸軍少将相当官たる陸軍軍医総監から陸軍少尉相当官たる陸軍軍医補までの階級が規定された。後に陸軍軍医の最高官は陸軍軍医中将（陸軍軍医総監から改称）、最終職は陸軍省医務局長となる。帝国海軍においては、1872年（明治5年）5月に戸塚文海が海軍省五等出仕となり、翌年8月には海軍中佐相当官の海軍大医監に就任した。
陸海軍ともに、明治初期は軍医学校で医師を養成して軍医を補充していたが、のちには大学医学部や医学専門学校（医専）の卒業生を公募採用する方法に変った。
第二次世界大戦終戦後、陸海軍の解体と共に陸軍病院・海軍病院は国立病院へと移管される。また、戦後の医師不足から軍医に対する公職追放は現職幹部などに限定されて多くが国立病院の医師として留まった。

## 日本軍

### 帝国陸軍
帝国陸軍においては、歩兵・砲兵・騎兵・工兵・輜重兵・航空兵・憲兵といった職種を兵科（兵種）と、軍医・獣医・経理・軍楽・技術・法務といった後方職種は各部とし、医療関連の各部は衛生部と称した（定色（兵科色）は深緑色）。また衛生部は更に軍医・薬剤・歯科医・衛生に細かく分類される。
現役軍医は医学部1年生の中から陸軍軍医委託生を試験で採用し、卒業後は各歩兵連隊で軍医見習士官として隊附勤務を行う。委託生は、毎年夏休みに軍人としての最低限の基礎訓練を受けるために歩兵連隊に1ヵ月ほど入営（入隊）し、主として歩兵としての教練を学んだ。ちなみに1年生と2年生は歩兵連隊で訓練を受け、3年生以上は騎兵連隊か砲兵連隊で乗馬教育を受けた。これは、軍医将校が乗馬本分者である事から考慮されたものである。
入営中の委託生は陸軍士官学校や陸軍航空士官学校などの士官候補生に準じる者として取り扱われた。軍服は士官候補生と同じく下士官兵用の官給服に、また士官候補生や見習士官と同じ金星の襟部徽章を右襟に、左襟には隊附勤務を行っているアラビア数字の連隊番号（隊号章）を付する。さらに金星の隣には、医学の神である大国主命（オオクニヌシノミコト）の神話にちなむ五本の蒲の穂をデザインし、昭和5年制式までの立襟上衣には衛生部定色・深緑色の襟章を、昭和13年制式の折襟上衣には右胸のM字型の胸章を佩用した。
その後大学・医専を卒業と同時に、陸軍曹長の階級で将校待遇である軍医見習士官となり、歩兵連隊において3ヵ月の歩兵見習士官教育（主に将校教育）を受ける。その後実施学校たる陸軍軍医学校の乙種学生となり、同校入校と同時に大卒者は陸軍軍医中尉、医専卒者は陸軍軍医少尉に任官し晴れて軍医将校となる。乙種学生の教育期間は1年であり、さらに上級の教育課程として甲種学生課程があった。これは乙種学生卒業者から、師団軍医部長の推薦を経て選抜試験を行い採用する。期間は乙種と同じく1年であった。また精神科や口腔外科、基礎医学など専門的な科目を専攻する者は2年間の部外研修も認められていた。
予備役軍医の場合は、もともと一年志願兵制度により予備役軍医に任官したが、1932年（昭和7年）から幹部候補生制度に改められている。これは医師免許を有する者が現役兵として入営した場合、一期の師団長検閲後、衛生部軍医予備役士官を志願するというものである。試験と選考により合格者は甲種（甲幹。将校要員）と乙種（乙幹。下士官要員）とに分けられ、階級は陸軍衛生上等兵になる。原隊内で実務の教練を受けながら、3ヵ月後に甲幹は陸軍衛生軍曹になり陸軍軍医学校に入校、半年間の教育を受けて陸軍衛生曹長となり軍医見習士官となる。乙幹は陸軍病院などで訓練を受け、3ヵ月後に陸軍衛生伍長となり部隊に配属された。
日中戦争（支那事変）の影響で1937年（昭和12年）から医師の不足が深刻化し、軍医予備員制度が発足した。あらかじめ軍医予備員を志願した45歳以下の医師は、教育召集を受けてもいきなり陸軍衛生上等兵の階級が与えられる。そして、一般の内務班とは別に、軍医予備員のみで歩兵連隊で1ヵ月教育され、そののち陸軍衛生伍長に任官し3ヵ月間陸軍病院で教育を受け、召集解除の時に予備陸軍衛生軍曹になる。そして再び召集されたときには、ただちに軍医見習士官に任官された。このように陸軍の予備役軍医の制度には2種類があった。
同じ予備役軍医になるにしても、幹部候補生では3ヵ月間初年兵として他の一般兵と共に良くも悪くも平等な軍隊生活を余儀なくされる。その点軍医予備員を志願しておけば、はるかに楽をして軍医になれるので、中年以上の医師はほとんど全てが軍医予備員を志願した。しかし、中には志願しない医師もおり、軍当局はそのような医師を懲罰の意味で召集し衛生兵のまま戦地に送ったので、志願しない医師はまず存在しなくなった。この制度では、たとえ大学医学部教授であっても、軍医見習士官の待遇でいきなり軍医将校には成れなかった。

#### 著名な軍医
- 森鷗外
- 石黒忠悳
- 石井四郎
- 小泉親彦
- 斎藤茂太
- 岡田国太郎
- 下島勲

### 帝国海軍
海軍の場合は、現役軍医は陸軍と同じく学生時代に海軍軍医科委託生として採用し、卒業と同時に大卒者は海軍軍医中尉に、医専卒者は海軍軍医少尉に任官する。そして海軍砲術学校で基礎教育の後、海軍軍医学校に入校した。海軍の委託生は月々10円程度の手当が支給されたが、軍事訓練などの義務はなく、適宜軍艦見学などの誘いがあったのみである。
予備役軍医は海軍軍医見習尉官の公募試験を受験する。合格すると軍医見習尉官（少尉候補生に準じる待遇）となり、砲術学校などで教育を受けたのち、海軍軍医学校を経て海軍軍医に任官した。その場合は大卒者と医専卒者との区別はなく、どちらも予備海軍軍医少尉となる。
それ以外にも、陸海軍ともに2年間だけ現役の待遇を受け、そののち予備役に編入される短期現役軍医制度が存在した。
陸軍と異なり海軍では軍令承行令により、部隊指揮権は兵科将校が承継することとされ、官階の上下を問わず軍医は部隊指揮権を有しないこととされていた。これはあくまで部隊指揮権の承継上の問題であって、官等の上下は厳然としてあった。

#### 著名な軍医
- 高木兼寛（軍医総監）
- 戸塚文海（軍医総監）
- 林忠次郎

### 歯科医制度
歯科医の場合は、歯科軍医ではなく、陸軍では歯科医将校、海軍では歯科医科士官と称するのが正しい。
歯科軍医とは俗称である。歯科軍医では、軍医にして歯科を標榜する者という意味になるので不正確である。
歯科医将校制度の発足は、長年にわたり歯科界の悲願であった。日清戦争の時に、歯科界は歯科医将校制度発足を訴えかけたが、軍当局の反応はなかった。
日本の陸海軍に於ける歯科医の採用は、日露戦争をきっかけとして、部内限り高等官待遇という嘱託歯科医師制度から始まった。1905年（明治38年）、第三軍の軍医部長であった、落合泰蔵軍医監の提言により、各軍司令部に歯科医が一名ずつ採用された。海軍においては、歯科を専門としていた原田朴哉(ぼくさい)軍医小監の提言で五名の歯科医師が「部内限り大尉相当待遇」で採用され、艦隊勤務をしながら将兵の歯科診療に従事した。
日露戦後、陸海軍病院で嘱託歯科医師の採用が始まり、練習艦隊において嘱託歯科医師が乗艦するのが通例になったが、歯科医将校制度発足にはなかなか至らなかった。
日中戦争が始まり、多くの若い歯科医師が予備役将校として、あるいは下士官兵として出征するに至り、歯科界は何度も歯科医将校制度発足の請願書を帝国議会に提出し、その都度、賛成多数で可決され、軍当局の検討課題とされたが、なかなか実現の兆しはなかった。
ようやく陸軍の歯科医将校制度が発足したのは、1940年（昭和15年）3月30日、勅令第213号による。この日、昭和12年勅令第12号の陸軍武官官等表が改正され、陸軍歯科医少将以下、陸軍歯科医少尉までの階級が、衛生部に新たに加えられた。
現役の歯科医将校の採用は軍医と同じである。予備役の歯科医将校の補充は、甲種幹部候補生からの採用に限られ、軍医予備員制度は歯科には無かった。二年現役制度は存在した。
さらに、すでに兵科の予備役将校にして、歯科医師免許を有する者は、定員が空き次第、歯科医将校に転官する道もあった。
現役歯科医将校の一期生は昭和十六年二月、歯科医専の三年生から五名の委託生を採用した。同日、二年生と一年生からも五名ずつが採用になり、それぞれ二期生と三期生になった。
現役歯科医将校の内訳は
一期・5名、2期・5名（内戦死者1名）、3期・5名、4期・8名（内戦死者1名）5期・7名
以上、現役の歯科医将校は、総員30名と非常に少ない。
終戦時の階級は、歯科医大尉10名・歯科医中尉8名・歯科医少尉11名、別に歯科医見習士官として7名がいた。
一方、予備役陸軍歯科医将校の総数は、終戦時の階級で分類すると予備役陸軍歯科医大尉18名、予備役陸軍歯科医中尉143名、予備役陸軍歯科医少尉150名となる。
以上をまとめると
- 予備役陸軍歯科医大尉　　18名　　　　　　　　　　　　　　　　内戦死者　1名
- 予備役陸軍歯科医中尉　　143名　　　うち現役特志　1名　　　　内戦死者　12名
- 予備役陸軍歯科医少尉　　150名　　　うち現役特志　1名　　　　内戦死者　1名

現役特志とは、予備役将校が志願と選考ののち、永久服役の現役将校として認められるもので、大変な狭き門でもあった。
海軍の歯科医将校制度は昭和17年1月に、3名が現役士官の第1期生として歯科医少尉候補生に任官し、終戦までに永久服役と短期現役を合わせて9期生まで、歯科医見習尉官として採用された。(歯科医少尉候補生の名前が使われたのは一期生のみで、それ以後は歯科医見習尉官に変更された。)
- 昭和17年1月15日附　海軍歯科医少尉候補生　3名を1期生
- 昭和17年9月30日附　海軍歯科医見習尉官　53名を2・3期生
- 昭和18年9月30日附　海軍歯科医見習尉官 71名を4・5期生
- 昭和19年9月30日附　海軍歯科医見習尉官　96名を6・7期生
- 昭和20年以降任官の 海軍歯科医見習尉官　237名を8・9期生と称している。

そのうち、歯科医少尉に任官したのは五期生までであり、六期生以下は海軍賀茂衛生学校に在学中に終戦を迎えている。
他にも海軍独特のものとして、海軍嘱託歯科医師から海軍予備歯科医科士官に採用するルートがあった。（陸軍では、ついに嘱託歯科医師を歯科医科将校には採用していない。）
予備役の歯科医科士官は、海軍嘱託歯科医師から採用され、350名ほどが大尉-少尉に任官している。
- 第一回・昭和一九年七月一日 海軍予備役歯科医大尉〔だいい〕 　　　 28名    海軍予備役歯科医中尉 　　　 8名
- 第二回・昭和二〇年六月二〇日 海軍予備役歯科医少尉 312名
- 第三回・昭和二〇年八月一五日　海軍予備役歯科医少尉 　　3名